# Synagoge Arnsberg
Die Synagoge Arnsberg wurde 1852/53 erbaut und im Zuge der Novemberpogrome 1938 verwüstet. Das Gebäude der Synagoge in Arnsberg wurde während und nach dem Zweiten Weltkrieg umgebaut und dient heute als Wohnhaus.

## Entstehung

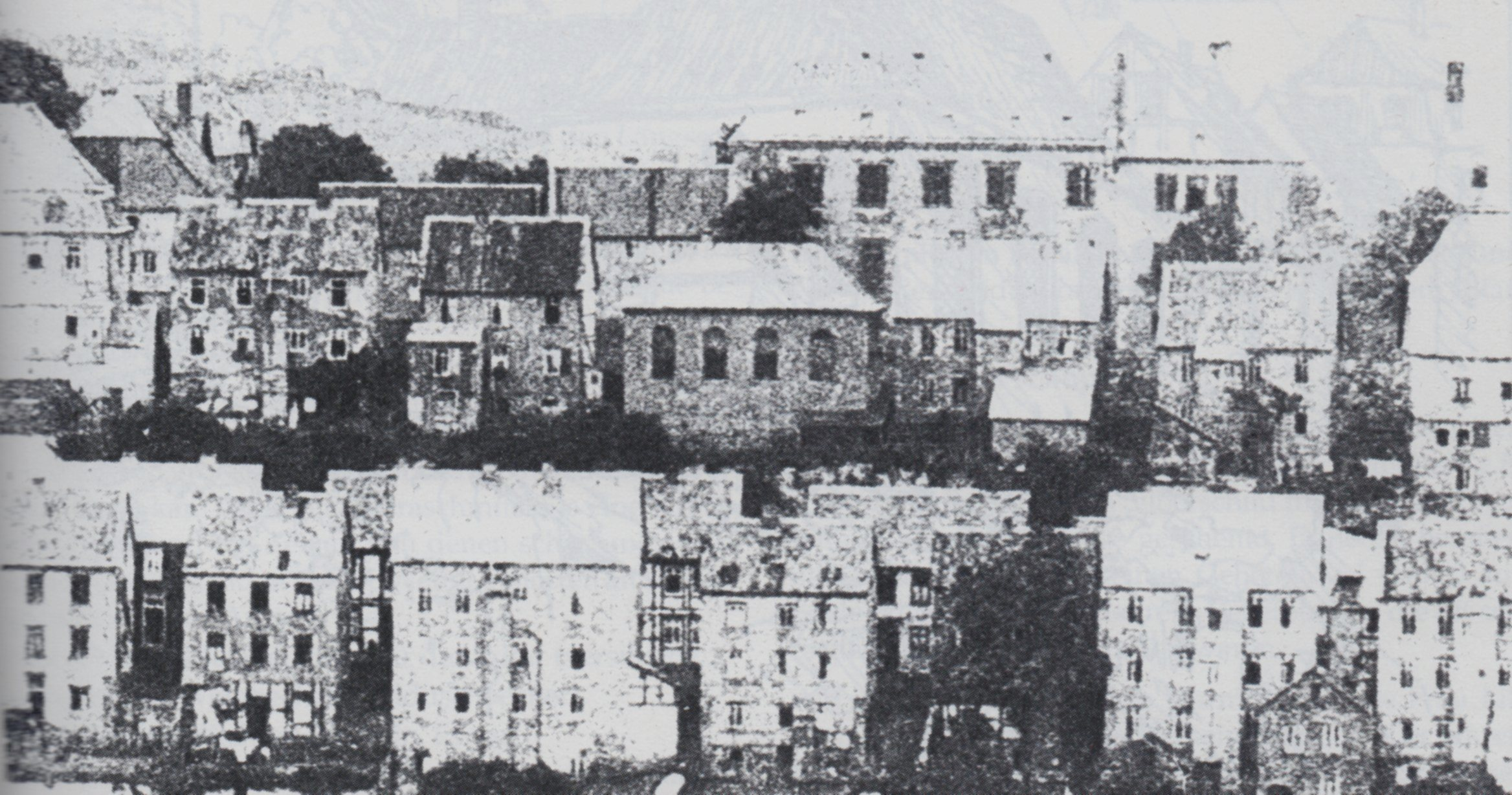
Vergrößerte Stadtansicht um 1900 mit Synagoge. Es handelt sich um den Bau in der Bildmitte mit den vier Rundbogenfenstern

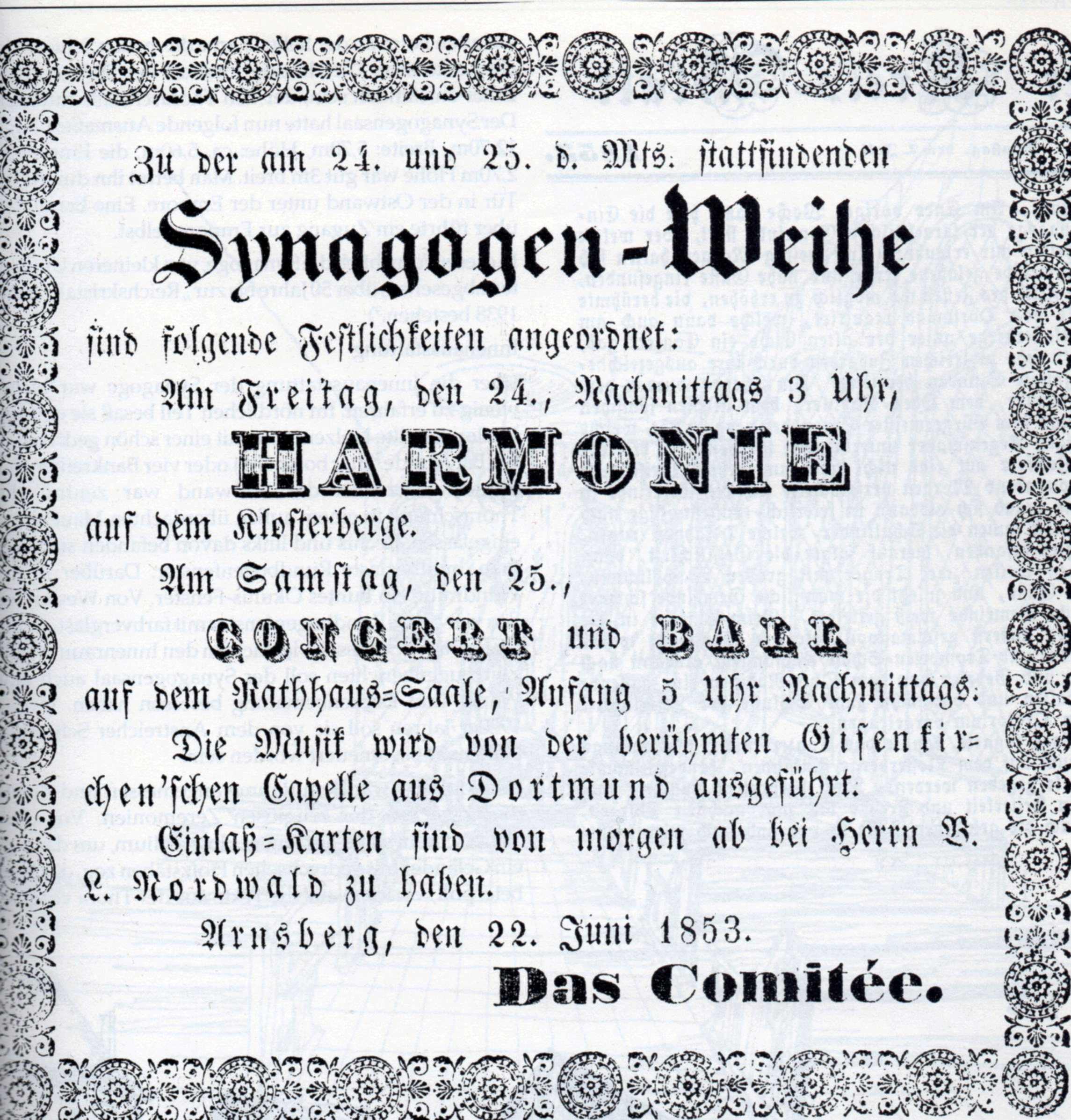
Zeitungsanzeige anlässlich der Einweihung 1853

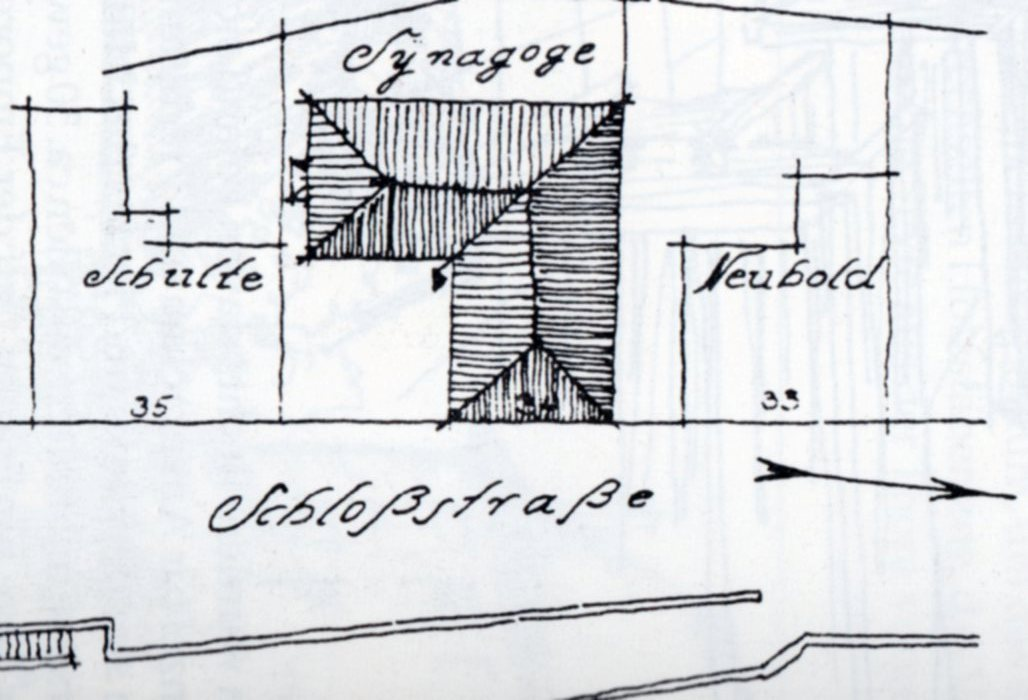
Lageplan der Synagoge an der Schlossstraße

Nachdem bis zum Übergang Arnsbergs vom kurkölnischen Herzogtum Westfalen an die Landgrafschaft Hessen-Darmstadt ein Ansiedlungsverbot für Juden bestanden hatte, bildete sich in den ersten Jahrzehnten des 19. Jahrhunderts eine jüdische Gemeinde.
Bereits 1825 war von einer Synagoge und jüdischen Schule die Rede. Diese befanden sich wahrscheinlich in angemieteten Räumlichkeiten. Ein Jahr später beantragte der Vorstand der Gemeinde beim Landrat den Bau eines Synagogenbaus mit Schulzimmer. Für die Finanzierung hoffte man auf eine Kollekte in den jüdischen Gemeinden des Regierungsbezirks Arnsberg. Dieser erste Vorstoß scheiterte an der Skepsis des jüdischen Obervorstehers in Werl, der es für notwendiger hielt, vor dem Bau einer Synagoge einen jüdischen Lehrer anzustellen. Dazu war die noch junge Gemeinde nicht in der Lage und die jüdischen Kinder besuchten die christlichen Schulen.
Die Gottesdienste fanden nach einem Bericht von 1835 weiterhin in angemieteten Räumlichkeiten statt. Immerhin hatte die Gemeinde inzwischen einen Kantor angestellt. Vor 1839 hatte die Gemeinde das frühere Hüsersche Haus an der Schlossstraße gekauft. Dort wurden Schule, Synagoge und Lehrerwohnung untergebracht. Es handelte sich um einen relativ kleinen Fachwerkbau mit rechtwinkligen Grundriss und zwei Etagen.
Der Bau fiel dem Stadtbrand von 1847 zum Opfer. Ein Neubau außerhalb der brandgefährdeten Altstadt aber auch der Wiederaufbau am alten Standort erwiesen sich wegen der schlechten finanziellen Lage der Gemeinde als schwierig. In einer Stellungnahme des Landrates gegenüber dem Regierungspräsidenten von 1849 hieß es, dass die Gemeinde um die 100 Seelen zählen würde, darunter befänden sich aber nur zwanzig volljährige Männer. Von denen wären nur 16 in der Lage, Beiträge für Kult und Schule zu leisten. Wohlhabend wäre nur einer, sieben hätten ein mäßiges Einkommen, die übrigen wären „dürftig“. Auch bisher hatte die Gemeinde die laufenden Kosten von 250 Talern im Jahr kaum aufbringen können. Auch weil die Gemeinde selbst stets bereit war, für wohltätige Zwecke zu spenden, wurde die Bewilligung einer Hauskollekte unter den jüdischen Einwohnern der Provinz Westfalen befürwortet. Ob es dazu gekommen ist, ist nicht bekannt. Es gelang der Gemeinde aber offenbar die nötigen Mittel, teilweise finanziert über die Sparkasse Arnsberg zu bekommen.
Der Neubau wurde an der Schlossstraße (heute Nummer 15) ausgeführt. Das Grundstück blieb zunächst bis 1886 im Besitz der jüdischen Kaufleute Grüneberg, Goldberg, Bellerstein, Neuwahl und Amberg. Erst danach ist es in den Besitz der Gemeinde über gegangen. Der Neubau erfolgte 1852/53. Die Einweihungsfestlichkeiten fanden am 24. und 25. Juni 1853 auf dem Klosterberg und im Saal des Rathauses statt.

## Baubeschreibung
Die ursprüngliche Bauparzelle wurde durch Teile der Nachbargrundstücke erweitert. Der Saal der Synagogen lag in Nord-Süd-Richtung. In Richtung Westen hatte der Saal drei große Rundbogenfenster. Im Nordteil des Saales muss es bereits eine Frauenempore gegeben haben. Im Norden des Baus wurde rechtwinklig in Richtung Schlossstraße ein Trakt angebaut, in dem sich der Klassenraum für die jüdische Schule und darüber die Wohnung des Lehrers befanden.
Im Jahr 1879 wurde infolge des Anwachsens der Gemeinde beschlossen, durch eine neue Seitenbühne mehr Sitzplätze zu schaffen. Dies genügte nicht, so dass 1885 ein Erweiterungsbau beschlossen wurde. Der bestehende Saal wurde um eine Fensterachse erweitert. An der Südwand wurde ein Erker angebaut, der den Toraschrein aufnahm.
Der Saal hatte nun eine Länge von 12,70 m, eine Breite von 5,70 m und eine Höhe von etwa 5,60 m. Die Frauenempore war in etwa 2,70 m Höhe und war etwa 3 m breit. Der Eingang war im Osten unter der Empore. Diese hatte eine schöne geschnitzte Balustrade. Auf der Empore gab es etwa drei oder vier Bankreihen. Rechts und links von der Nische mit dem Toraschrein befanden sich kleine buntverglaste Rundbogenfenster. Darüber befand sich ein kleines Okuli ebenfalls mit Buntglas. Im Westen befanden sich die vier großen Rundbogenfenster. Nach zeitgenössischen Berichten gab es auch eine Wand- und Deckenbemalung.

## Ausstattung
Vor dem Toraschrein befand sich auf einem Podium und umgeben mit einem Geländer das Pult des Vorbeters. Rechts davon befand sich eine kleine Kanzel. Die etwa fünfzig Sitzplätze für Männer in mehreren Bankreihen wiesen Pulte auf. Ein Kronleuchter und Wandleuchter erhellten den Raum.
Die Gemeinde verfügte über etwa sieben Torarollen mit Toramantel. Dazu gehörte auch jeweils Toraschmuck aus Silber. Des Weiteren gehörten unter anderem zur Ausstattung: vier versilberte Metallleuchter, ein silberner Kidduschbecher, eine silberne Etrogdose, ein Ner Tamid, ein Chanukkialeuchter, ein Schofarhorn, drei Garnituren Parochet (Toravorhänge) und ein Chuppa (Traubaldachin). Später kam noch ein Harmonium hinzu. Viele der Ausstattungsstücke waren wohl Stiftungen wohlhabender Gemeindeglieder. Über ihren Verbleib nach 1938 ist nichts Genaues bekannt.

## Ende
Obwohl die jüdische Gemeinde nach dem Ersten Weltkrieg abnahm und die Synagoge weniger intensiv genutzt wurde, blieb sie das Zentrum jüdischen Lebens in Arnsberg. Bereits 1934 waren Betrunkene in das Gebäude eingedrungen und hatten den Betraum mit ihren Fäkalien beschmutzt. Am 10. November 1938 drangen grölende Nationalsozialisten, junge Arnsberger und Auswärtige in die Synagoge ein, zerstörten Möbel und Einrichtungsgegenstände, brachen den Toraschrein auf und warfen die Rollen auf die Straße. Die Täter zündeten im Betsaal ein Feuer an und speisten es mit den Einrichtungsgegenständen. Angesichts der Brandgefahr in der eng bebauten Altstadt protestierten die Anwohner, so dass die Flammen gelöscht werden mussten. Das Innere war aber so gründlich verwüstet, dass es nicht mehr für Gottesdienste genutzt werden konnte.

## Folgenutzung

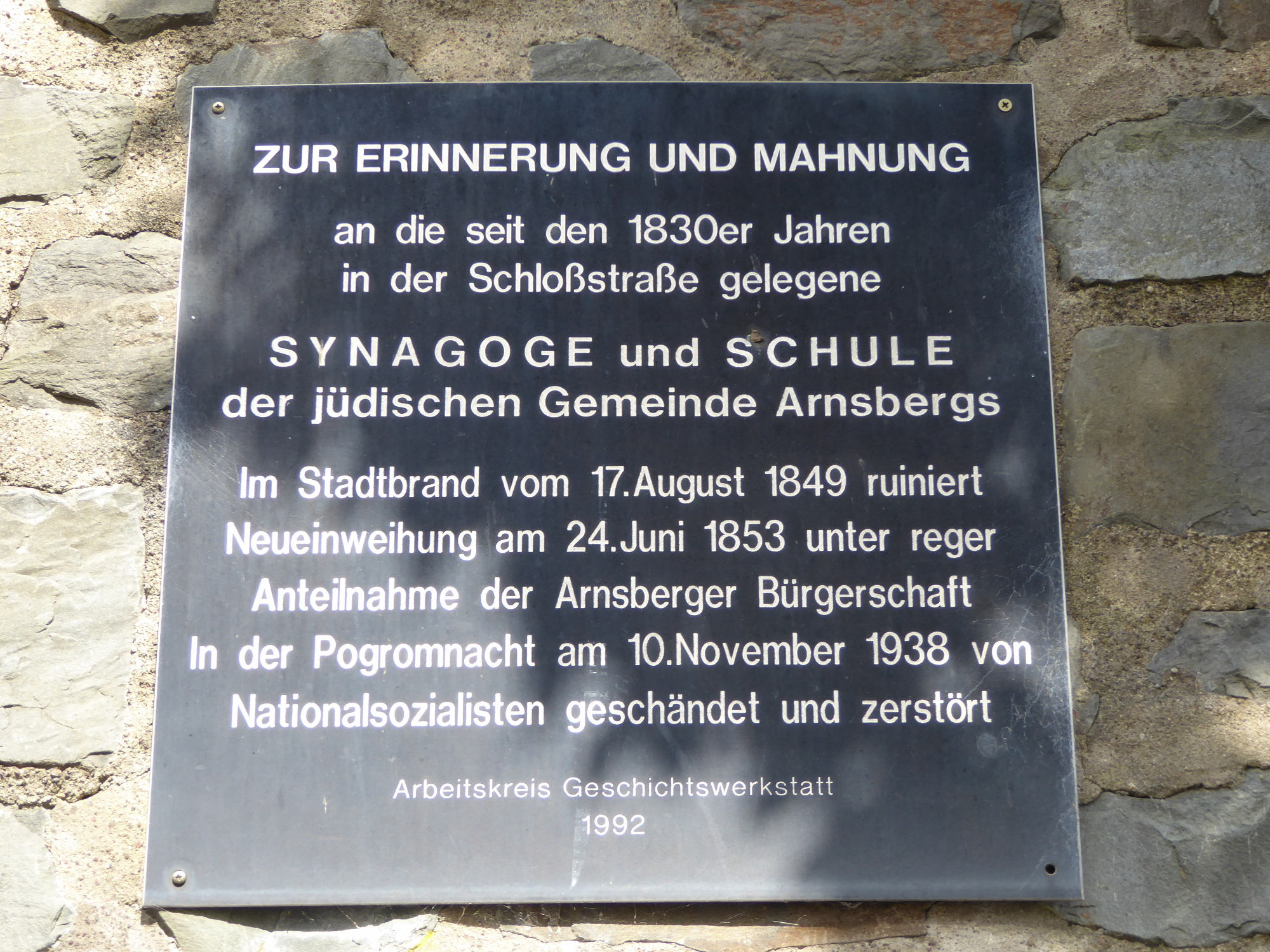
Gedenktafel in der Schloßstraße

Die Arnsberger Stadtverordnetenversammlung beschloss 1939 der Gemeinde das Gebäude „abzukaufen“. Bevor es dazu kam, hatte die Gemeinde den Bau an das Nationalsozialistische Fliegerkorps (NSFK) verkauft. Der Kaufpreis lag bei 3000 Mark, obwohl der Einheitswert 1935 auf 18.800 Mark festgelegt worden war. Inwieweit hinter dem Verkauf Zwang steckte, ist unbekannt.
Die NSFK-Ortsgruppe Arnsberg ließ das Gebäude umbauen: der Betsaal wurde geteilt, eine Werkstätte und eine Wohnung eingerichtet. Nach dem Zweiten Weltkrieg wurde die frühere Synagoge zunächst von der Jewish Trust Corporation verwaltet. Diese verkaufte das Gebäude 1954. Im folgenden Jahr wurde es so stark für Wohnzwecke umgebaut, dass heute nichts mehr auf die einstige Nutzung hindeutet.
Auf der anderen Straßenseite erinnert an der Mauer unterhalb des früheren Jesuitenmission eine Gedenktafel an die Geschichte der Synagoge.